# Henry Engler Golovchenko
Henry Engler Golovchenko (Paysandú, 1946) és un metge uruguaià, especialista en patologia i malalties degeneratives, el treball del qual sobre la malaltia d'Alzheimer és considerat, per la comunitat científica en general, com un dels avenços més importants per erradicar el trastorn neuronal que comporta la seva manifestació.

## Biografia
Engler va néixer a la ciutat de Paysandú, capital del departament homònim, al nord-oest de l'Uruguai. La seva família, i en concret els seus avis, eren d'origen nòrdic. Va realitzar els seus estudis a la seva ciutat natal fins que el 1964 es trasllada a Montevideo per cursar estudis universitaris de medicina.
Després del cop d'Estat de 1973, Engler s'uneix al moviment d'esquerra radical conegut com a tupamaros, que combatia contra el règim dictatorial que va presidir el país durant més d'una dècada. Detingut aquell mateix any, és empresonat per ordre expressa del llavors president de la República, Juan María Bordaberry. Va ser sotmès a tortures juntament a uns altres vuit ostatges i presoners polítics fins que, el 1985, després de tretze anys de reclusió al penal de Libertad, va ser alliberat per les forces militars que l'havien capturat anteriorment.
Després de recobrar la llibertat, amb l'arribada del règim democràtic al país i la presidència de Julio María Sanguinetti, per les files del Partit Colorado, Engler s'exilia a Uppsala, Suècia, on viu des de fa més de vint anys.
La seva ideologia revolucionària i els seus pensaments liberals associats amb la violència tupamara - de la qual van formar part activa altres polítics i il·lustres del moment -, Engler confessa haver sofert moments d'aclaparament i de bogeria mentre va estar reclòs, en l'extrem d'identificar-se amb el mateix Jesucrist i autoproclamar-se com el Messies. Malgrat que no es considera un polític, sinó una ànima lliure, creu que ciència i religió són compatibles.
El setembre de 2003 va rebre el premi Schering - Molypharma, a San Francisco (Califòrnia), pel seu treball científic sobre trastorns en la memòria com l'Alzheimer. Va ser candidat al Premi Nobel de Medicina i Fisiologia l'any 2004. Tres anys després, el 2007, és homenatjat per la Facultat de Ciències de la Universitat de la República, a Montevideo.
Entre altres reconeixements, va obtenir un premi de farmacologia a Versalles, França, pel seu concepte de microdosing, mètode per determinar la toxicitat de determinades substàncies. Així mateix, en una Conferència Mundial sobre l'Alzheimer, que va tenir lloc a Filadèlfia (Pennsilvània), va ser guardonat, al costat del doctor William Klunk, amb el premi al millor article científic publicat al món entre 2002 i 2004.
En l'actualitat, ocupa el càrrec de cap del Departament Mèdic del Centre PET Imanet d'Uppsala, on al costat d'un altre grup de metges suecs, nord-americans i europeus treballa en el camp de la genètica molecular, que permet, entre altres coses, detectar malalties degeneratives de l'organisme humà de forma precoç.